# Episodi di Profiling (terza stagione)
La terza stagione della serie televisiva Profiling ha esordito in prima visione assoluta in Italia sul canale satellitare Fox Crime il 24 febbraio 2012, canale dov'è attualmente trasmessa.
In Francia, paese d'origine della serie, la stagione è stata trasmessa da TF1 dal 15 marzo al 19 aprile 2012; dal 29 marzo 2012 TF1 ha trasmesso la stagione in prima visione assoluta dal sesto episodio.
| nº | Titolo originale            | Titolo italiano           | Prima TV Francia | Prima TV Italia  |
| -- | --------------------------- | ------------------------- | ---------------- | ---------------- |
| 1  | Un seul être vous manque    | Senza di lui              | 15 marzo 2012    | 24 febbraio 2012 |
| 2  | A votre service             | Al suo servizio           | 15 marzo 2012    | 2 marzo 2012     |
| 3  | Le plus beau jour de sa vie | Il giorno più bello       | 22 marzo 2012    | 9 marzo 2012     |
| 4  | Sans relâche                | Senza sosta               | 22 marzo 2012    | 16 marzo 2012    |
| 5  | Grande soeur                | La sorella maggiore       | 29 marzo 2012    | 23 marzo 2012    |
| 6  | Ma vie sans toi             | Fino alla morte           | 29 marzo 2012    | 30 marzo 2012    |
| 7  | D'entre les morts           | Una seconda occasione     | 5 aprile 2012    | 6 luglio 2012    |
| 8  | Le prix de la liberté       | Il prezzo della libertà   | 5 aprile 2012    | 13 luglio 2012   |
| 9  | Fantômes                    | Fantasmi                  | 12 aprile 2012   | 20 luglio 2012   |
| 10 | Captive                     | Prigioniera               | 12 aprile 2012   | 27 luglio 2012   |
| 11 | Insoupçonnable, Partie 1    | Insospettabile - 1ª parte | 19 aprile 2012   | 3 agosto 2012    |
| 12 | Insoupçonnable, Partie 2    | Insospettabile - 2ª parte | 19 aprile 2012   | 10 agosto 2012   |